# 저거무휘
저거무휘(沮渠無諱, ? ~ 444년)는 북량의 군주이다. 흉노의 지계(支系)인 노수호(盧水胡) 사람으로, 저거몽손의 아들이며 저거목건의 동생이다. 아들로는 저거건수(沮渠乾壽)가 있다.

## 생애
저거목건이 재위하던 시기에 사주자사(沙州刺史), 도독건강이서제군사(都督建康以西諸軍事), 영주천태수(領酒泉太守)로 임명되었다.
439년, 북위가 북량의 수도 고장(姑臧)을 공격하자 저거목건은 항복했고, 저거무휘는 주천을 근거로 스스로를 보전했으며, 한편으로는 북위에 투항을 표했다.
441년, 북위에 의해 주천왕(酒泉王)에 봉해졌다. 그러나 북위는 저거무휘를 변경의 우환으로 여겨 오래지 않아 그를 토벌했고, 저거무휘는 패하고 물러났으며, 동생인 저거안주를 보내 서쪽으로 사막을 건너 선선을 공격하게 했다.
442년, 저거무휘가 서쪽으로 가서 저거안주와 만나 군사를 모았고, 선선을 점령했다. 수개월 후, 다시 고창(高昌)을 근거지로 삼아 남조 송나라에 칭신을 표하였고, 하서왕(河西王)에 봉해졌다.
443년, 승평(承平)으로 개원했다.
444년, 저거무휘가 죽었고, 동생 저거안주가 뒤를 이었다.